# Liste der Monuments historiques in Villenoy
Die Liste der Monuments historiques in Villenoy führt die Monuments historiques in der französischen Gemeinde Villenoy auf.

## Liste der Objekte
| Bezeichnung | Beschreibung | Standort                                                                                      | Kennzeichnung | Schutzstatus | Datum | Bild |
| --- | --- | --------------------------------------------------------------------------------------------- | ------------- | ------------ | ----- | ---- |
| Gemälde Heilige Aldegonde | Ölgemälde des Malers J.P. Seguin mit einer Darstellung der heiligen Aldegonde in der Tracht einer Äbtissin (Abtei Maubeuge) und der Taube, die bei der Weihe des heilgen Amand erschien. Bezeichnet mit 1832. | In einem Altarbild an der Westwand des nördlichen Querschiffs der Kirche Ste-Aldegonde (Lage) | PM77004686    | Inscrit      | 1987  |      |
| Altar und vier Gemälde: Christus am Kreuz, Gottvater und zwei Engel, Weihe Heiliger Amand und Heilige Aldegonde und zwei Nonnen | Der Altar wurde in Weiß und Gold bemalt und in der Mitte mit einer Dekoration aus Laub, einer Schriftrolle und einer Muschel geschmückt. Die vier Ölgemälde umrahmen das Altarbild und das Hauptbild Christus am Kreuz, eine Kopie von Philippe de Champaigne von Dacquin, wurde mittig angeordnet. Entstehungszeit im 19. Jahrhundert, teilweise bezeichnet mit 1877. | Im Chor der Kirche Ste-Aldegonde (Lage)                                                       | PM77004687    | Inscrit      | 1987  |      |
| Gemälde Auferstehung des Lazarus                                                                                                | Jean Senelle, zweite Hälfte des 17. Jahrhunderts. | An der Nordwand des Kirchenschiffs der Kirche Ste-Aldegonde (Lage)                            | PM77001856    | Classé       | 1988  |      |